# Antonio Franconi

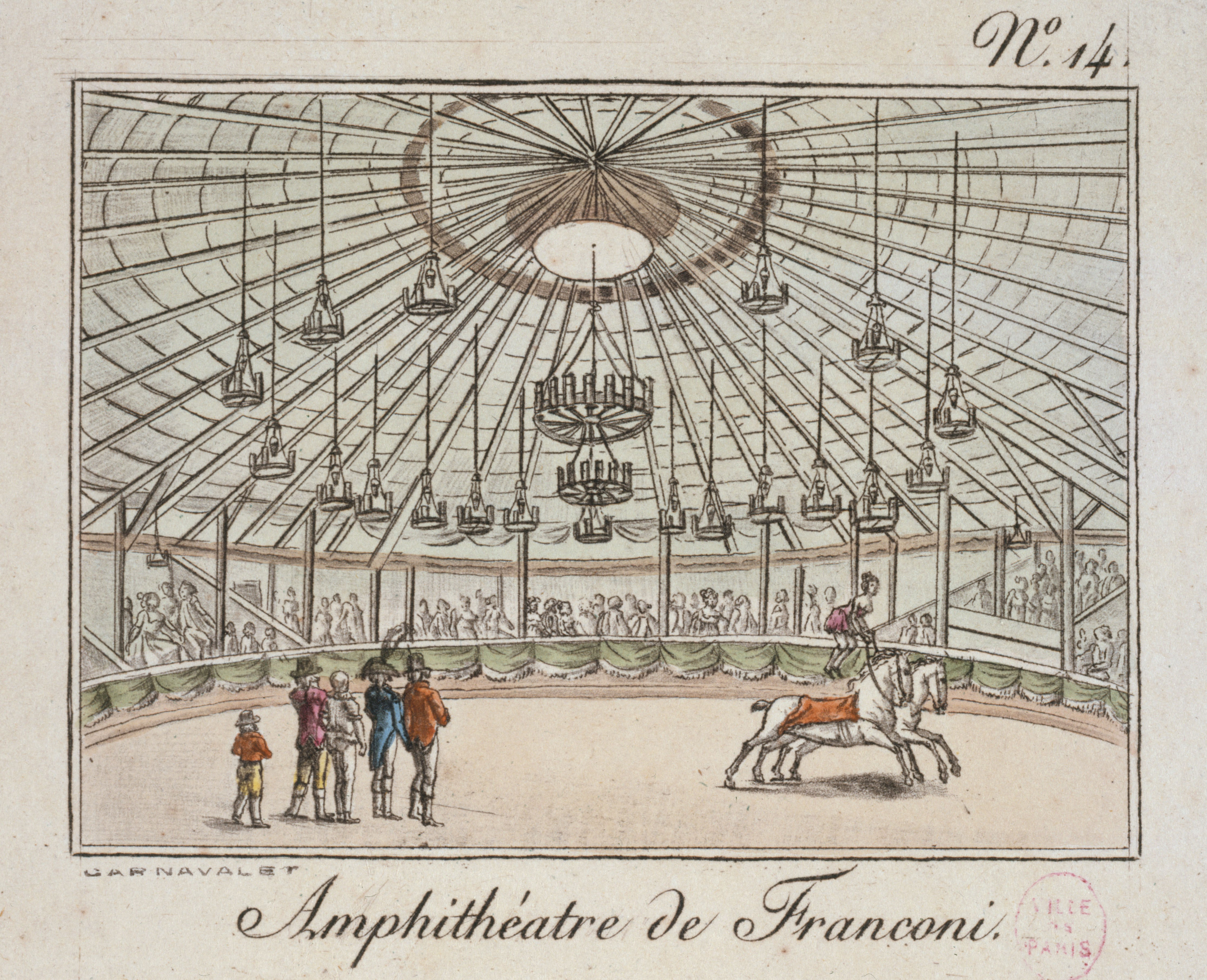
Amphithéâtre Franconi i Paris

Antonio Franconi, född 5 augusti 1737 i Udine i Republiken Venedig, död 6 december 1836 i Paris i Frankrike, var en italiensk-fransk cirkusryttare och cirkusdirektör. 
Antonio Franconi växte upp som medlem i en adlig venetiansk familj. Han dödade duellanten i en duell i Undine omkring 1760 och flydde därefter till Frankrike. Där började han arbeta som jonglör och gatuartist och resande läkare, och organiserade senare tjurfäktningar i Lyon och Bordeaux. År 1783 anslöt han sig i Paris till den brittiske konstryttaren Philip Astley, som öppnade Amphithéatre Anglais på rue du Faubourg-du-Temple. År 1793 arrenderade Astley - grund av franska revolutionen - ut cirkusen till Franconi, som döpte om den till Amphithéâtre Franconi. 

## Familj
Antonio Franconi var i första äktenskapet gift med Marie-Anne Merleti och i det andra, från 1798 med Elisabeth Massucati. Antonio Franconi och Elisabeth Massucati hade tre söner: Louis (1774-1807), Laurent (1776-1849) och Henri (1779-1849). År 1802 etablerade Laurent och Henri Franconi Franconis ridskola vid det dåvarande kapucinklostret i Paris. När dess trädgård exproprierades 1806, uppförde bröderna Franconi i stället en cirkus vid Rue du Mont-Thabor.
Antonio Franconis söner, sonsöner och sonsonssöner etablerade Franconidynastin som en av de stora familjerna inom parisisk underhållning. Som ryttare uppträdde de på ridteatrarna, cirkusarna och kapplöpningsbanorna i Paris. Sonsonen Victor Franconi (1810-1897) grundade 1845 Hippodromen, belägen strax söder om Place de l'Étoile. Sonsonsonen Charles Franconi (1844-1910) ledde Cirque d'Hiver fram till 1907.